# Segelmakare

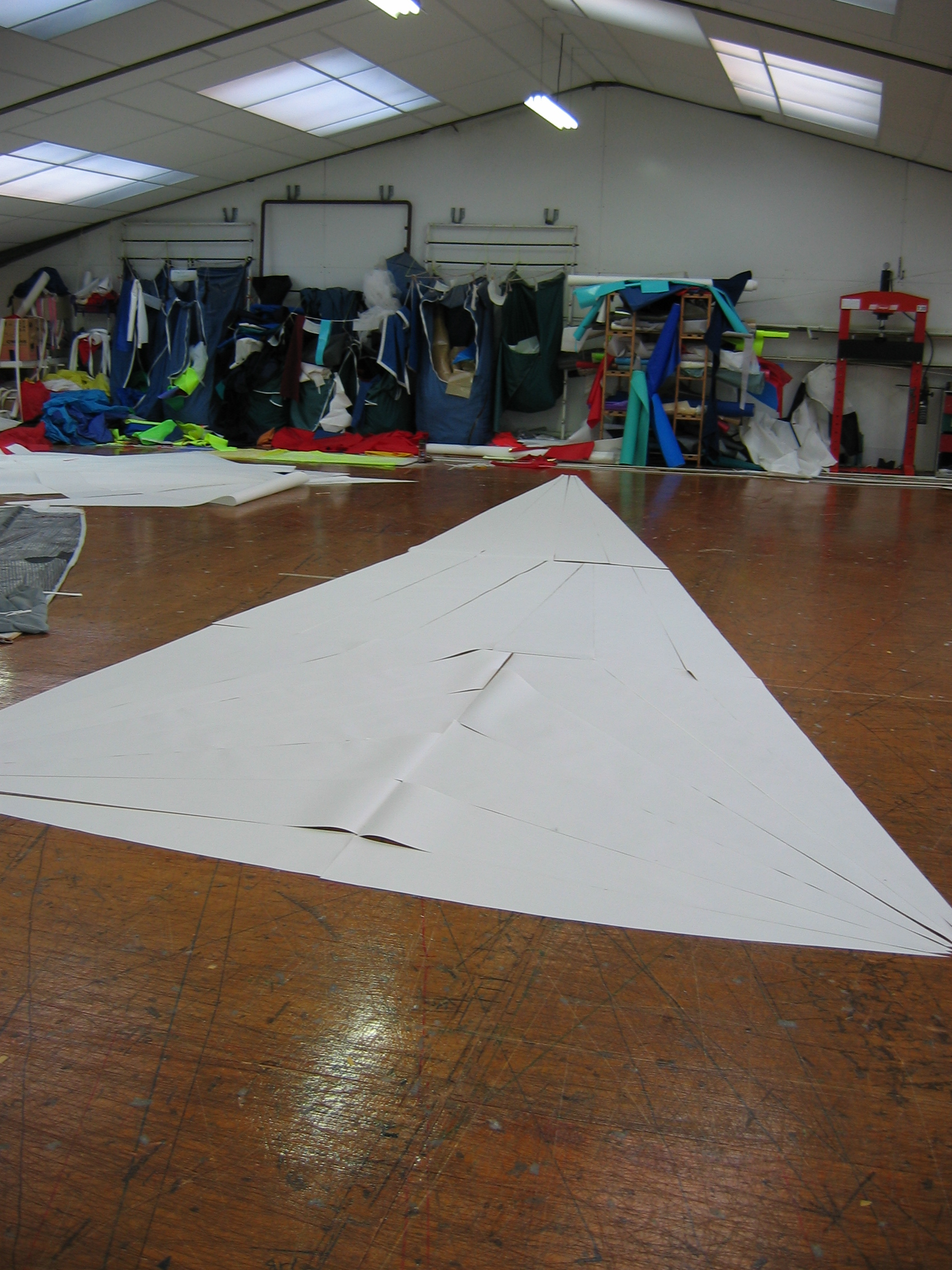
Segelmakeri. Ett segel är tillskuret och färdigt för att sys.

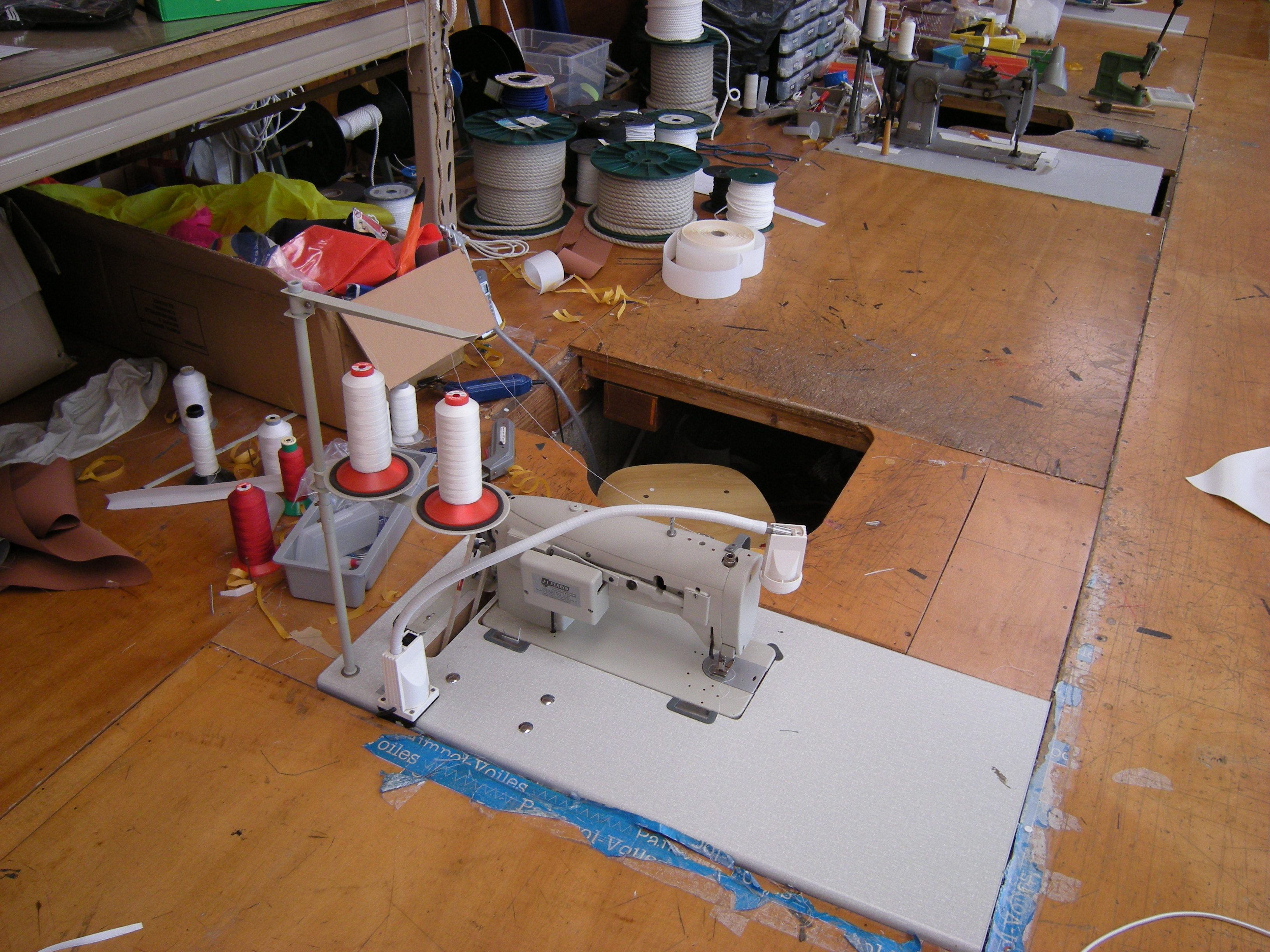
Symaskin i ett segelmakeri

Segelmakare är en person som syr segel till segelfarkoster. Hantverket kallas segelmakeri. Segelmakaren leder arbetet och kan ha till sin hjälp en eller flera segelsömmare.

## Historia
Segel har funnits i Medelhavsområdet tidigare än vår tidräknings början. De tidigare segel som man känner till var sydda av tygremsor av vävd bast, vass, gräs, hampa, vadmal och linne. Även hudar av djur har kommit till användning. Vikingarnas båtar har vad känner till använt vadmal med påsydda lik. Senare segel syddes i hampa, ännu senare i linne och slutligen, i synnerhet för mindre båtar och yachter, i bomullsduk. Under segelskeppens tid var på större skepp en segelmakare eller segelsömmare anställd ombord för reparation av segel eller vid behov sy upp ett nytt segel.

## Nutida segelmakare
En nutida segelmakare syr och reparerar segel till båtar och skepp. Segelmakaren tillverkar även ofta kapell och markiser till båtar, eller presenningar till fordon i olika textilier eller armerad plastväv.